# مسئله قلع
قلع فلزی ضروری در ساخت برنز است و منبع و معدن و نحوهٔ استخراج و انتقال و بازرگانی آن بخشی مهم از تاریخ باستان از عصر برنز به بعد بوده‌است.
یکی از مهم‌ترین مسائل باستان‌شناسی خاور نزدیک مسئلهٔ قلع است و به منبع و مسیر دادوستد فلز قلع به میانرودان می‌پردازد.
برنز آلیاژی است که از ترکیب مس و قلع ساخته می‌شود. قلع فلزی نسبتاً نادر است و به‌دست‌آوردن آن نقشی مهم در تولید ابزار و فناوری‌های عصر برنز داشت.

## خاور نزدیک
بنابر شواهد باستان‌شناختی، مسیر حرکت قلع مسیری شرق‌به‌غرب بوده‌است. باستان‌شناسان سه مسیر احتمالی برای انتقال قلع را معین کرده‌اند:
1. مسیر زمینی شمالی: قلع در آسیای مرکزی استخراج می‌شده و با انتقال از عرض ایران در راستای رشته‌کوه البرز به دشت‌های آبرفتی میان‌رودان می‌رسیده‌است.
2. مسیر زمینی جنوبی: قلع در افغانستان استخراج می‌شده و با گذر از کویرهای فلات ایران به شوش می‌رسیده و از آنجا به میانرودان صادر می‌شده‌است.
3. مسیر دریایی: قلع در سرزمین‌های تحت کنترل تمدن دره سند استخراج می‌شده و از طریق خلیج فارس به میانرودان انتقال می‌یافته‌است.

در هزارهٔ سوم پیش از میلاد، فناوری‌های متالورژی به تدریج از غرب به شرق فلات ایران گسترش یافتند. این امر متناظر با گسترش نفوذ افق نیاایلامی است که تا اواخر این هزاره در سراسر ایران نفوذ یافت. متالورژی از این طریق به افغانستان امروزی و مناطق شمالی تمدن دره سند صادر شد.

## اروپا
در اروپا منابع قلع چندانی وجود ندارد و ازین رو مسئلهٔ قلع مورد مناقشهٔ محققان است.
از مکان‌هایی که محققان به عنوان منبع قلع اروپا پیشنهاد کرده‌اند می‌توان به دوون (شهرستان) و کورنوال در انگلستان، برتاین (استان) در فرانسه، مرز بین آلمان و جمهوری چک، اسپانیا، پرتغال، و ایتالیا; اشاره کرد.

### کتابشناسی
- Amzallag, Nissim (2009). "From Metallurgy to Bronze Age Civilizations: The Synthetic Theory". American Journal of Archaeology. Archaeological Institute of America. 113 (4): 497–519. doi:10.3764/aja.113.4.497. ISSN 0002-9114.
- KANIUTH, K. (2007). "The Metallurgy of the Late Bronze Age Sapalli Culture (Southern Uzbekistan) and its implications for the 'tin question'". Iranica Antiqua. Peeters Publishers. 42 (0): 23–40. doi:10.2143/ia.42.0.2017869. ISSN 0021-0870.